# Jaguaribe
Jaguaribe é um município brasileiro do estado do Ceará. Sua população estimada, de acordo com estudo de estimativa populacional realizado pelo IBGE, em 2019, era de 34.682 habitantes. A sua área territorial é de 1877 km², o que corresponde a uma densidade de 18,4 hab/km². Cerca de 55% dos munícipes se localizam na área urbana da sede do município, o que indica que a cidade possui cerca de 19.041 habitantes. Jaguaribe é o 53º município mais populoso do Estado do Ceará.

## Toponímia

Do tupi: îagûara, onça, 'y, rio, e a posposição -pe. Os dois primeiros termos estão em relação genitiva, o que dá a ideia de origem, pertencimento, e enseja a inversão dos termos (conforme indicam as setas).

Jaguaribe, segundo Silveira Bueno, é vocábulo indígena que significa "no rio das onças". Do tupi yaguar: onça; y: rio; e pe: em.
Raimundo Girão e Antônio Martins Filho, do Instituto do Ceará, apoiam-se na opinião do Barão de Studart como a mais correta na interpretação do significado do topônimo: Jaguar = onça; e = água; be ou pe = no; ou seja, no rio da onça.

## História
Jaguaribe-mirim, como inicialmente se chamou o núcleo, era denominação do riacho, braço do Rio Jaguaribe (posteriormente Catingueira e Santa Rosa), transmitido ao sítio à sua margem, cuja construção é atribuída a os irmãos Francisco e Manuel Martins, vindos de Pernambuco.
As terras, devolutas, foram mais tarde concedidas em sesmaria ao capitão João da Fonseca Ferreira, possuidor do sítio Santa Rosa desde 1697, tendo sido um dos primeiros povoadores da região.
Já em princípios do século XVIII Fonseca Ferreira doou o Jaguaribe - mirim a seu genro, coronel Manuel Cabral, que o vendeu ao padre Domingos Dias da Silveira, cura da vila do Icó. Mais tarde, arrematada em leilão pelo padre João Martins de Melo, a propriedade foi doada a Francisco Eduardo Pais de Melo, por escritura de 25 de maio de 1786, para constituir seu patrimônio de ordenação. Com a morte deste, o sítio foi dividido entre 14 credores por despacho de 9 de fevereiro de 1813 do Ouvidor Antônio Manuel Galvão.
Com o desenvolvimento do povoado, que se estendeu pela margem direita do rio Jaguaribe, desapareceu de sua designação a partícula mirim, resultando o nome atual, que é o mesmo do rio.

## Geografia

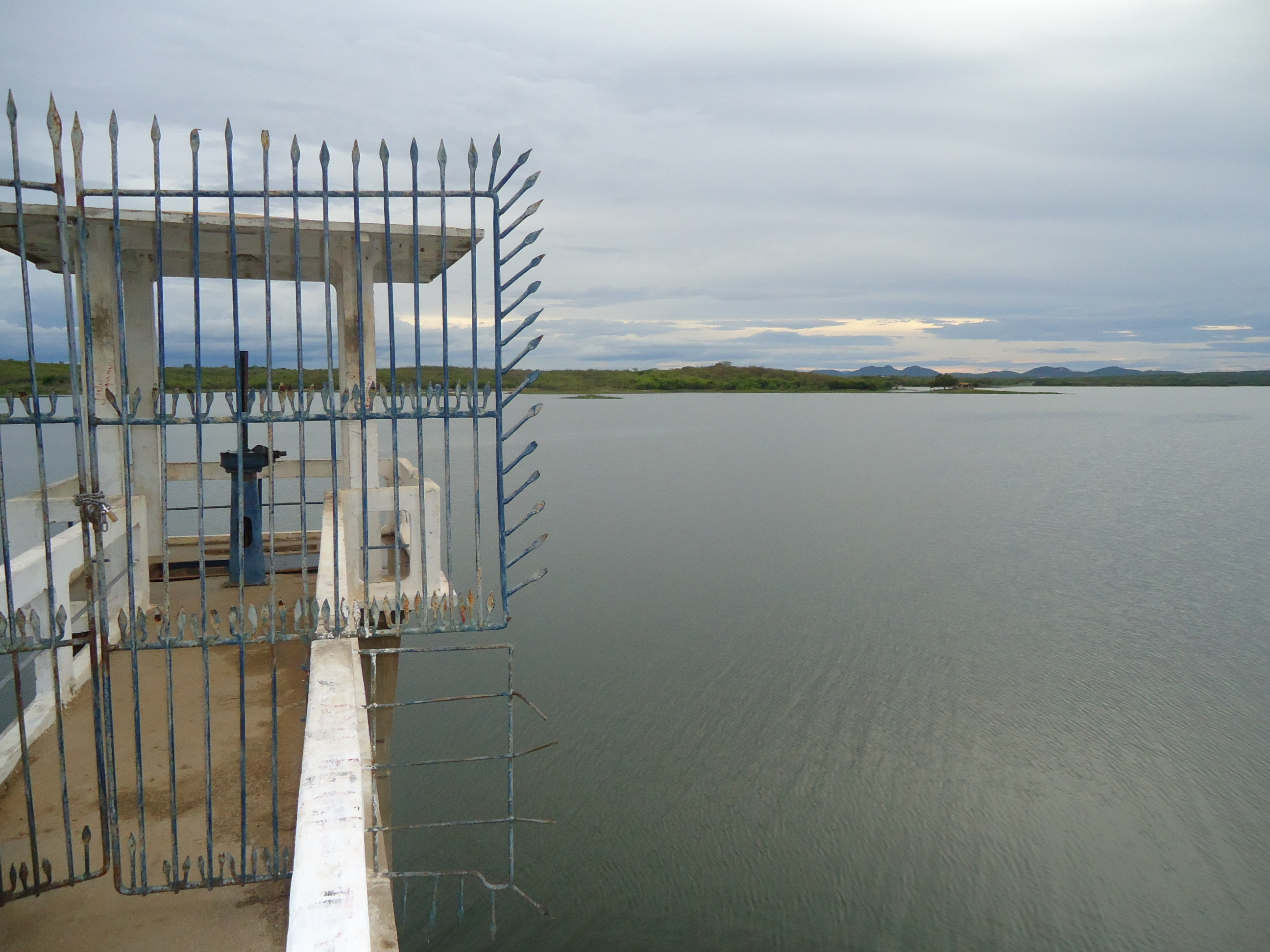
Açude Joaquim Távora, visto a partir da galeria

O relevo é levemente acidentado e de baixa altitude com menos de 200 m de altitude na maior parte do território, no entanto é bastante acidentado na porção leste em função da Serra do Pereiro.
Todo o território está localizado na bacia hidrográfica do rio Jaguaribe, que corta o município no sentido norte-sul passando pela sede municipal. A maior parte do território é coberto pela caatinga arbustiva aberta. Apresenta também regiões de caatinga arbustiva densa na porção sudoeste do território e floresta mista dicotilo-palmaceae (mata ciliar com carnaúbas) nas regiões próximas ao rio Jaguaribe.
O município está incluído na área geográfica de abrangência do clima semiárido brasileiro, definida pelo Ministério da Integração Nacional em 2005.  Esta delimitação tem como critérios o índice pluviométrico, o índice de aridez e o risco de seca. Segundo dados da estação automática do Instituto Nacional de Meteorologia (INMET), instalado no município em 10 de setembro de 2008, a menor temperatura registrada em Jaguaribe foi de 19,8 °C em 27 de julho de 2011, e a maior atingiu 40,6 °C em 8 de janeiro de 2012. O menor índice de umidade relativa do ar (URA) foi registrado na tarde de 6 de setembro de 2010, de 11%.
| Dados climatológicos para Jaguaribe                                                                | Dados climatológicos para Jaguaribe | Dados climatológicos para Jaguaribe | Dados climatológicos para Jaguaribe | Dados climatológicos para Jaguaribe | Dados climatológicos para Jaguaribe | Dados climatológicos para Jaguaribe | Dados climatológicos para Jaguaribe | Dados climatológicos para Jaguaribe | Dados climatológicos para Jaguaribe | Dados climatológicos para Jaguaribe | Dados climatológicos para Jaguaribe | Dados climatológicos para Jaguaribe | Dados climatológicos para Jaguaribe |
| Mês                                                                                                | Jan                                 | Fev                                 | Mar                                 | Abr                                 | Mai                                 | Jun                                 | Jul                                 | Ago                                 | Set                                 | Out                                 | Nov                                 | Dez                                 | Ano                                 |
| -------------------------------------------------------------------------------------------------- | ----------------------------------- | ----------------------------------- | ----------------------------------- | ----------------------------------- | ----------------------------------- | ----------------------------------- | ----------------------------------- | ----------------------------------- | ----------------------------------- | ----------------------------------- | ----------------------------------- | ----------------------------------- | ----------------------------------- |
| Temperatura máxima recorde (°C)                                                                    | 40,6                                | 36,3                                | 40,3                                | 37,6                                | 36                                  | 36,2                                | 34,7                                | 36,3                                | 37,4                                | 40,5                                | 40,5                                | 36,8                                | 40,6                                |
| Temperatura máxima média (°C)                                                                      | 33,5                                | 32,7                                | 31,5                                | 31,1                                | 30,8                                | 31                                  | 31,5                                | 32,7                                | 33,7                                | 34,2                                | 34,2                                | 34,1                                | 32,6                                |
| Temperatura média (°C)                                                                             | 28,3                                | 27,9                                | 27,2                                | 26,9                                | 26,5                                | 26,2                                | 26,3                                | 27,1                                | 27,9                                | 28,3                                | 28,6                                | 28,6                                | 27,5                                |
| Temperatura mínima média (°C)                                                                      | 23,2                                | 23,1                                | 22,9                                | 22,7                                | 22,3                                | 21,5                                | 21,2                                | 21,5                                | 22,1                                | 22,5                                | 23                                  | 23,2                                | 22,4                                |
| Temperatura mínima recorde (°C)                                                                    | 20                                  | 20,7                                | 21,6                                | 21,3                                | 20,9                                | 20,3                                | 19,8                                | 20,6                                | 21,5                                | 22                                  | 20,7                                | 20,5                                | 19,8                                |
| Precipitação (mm)                                                                                  | 70                                  | 89                                  | 193                                 | 172                                 | 93                                  | 37                                  | 15                                  | 4                                   | 5                                   | 3                                   | 3                                   | 17                                  | 701                                 |
| Fonte: Climate-data.org (médias)                                                                   |                                     |                                     |                                     |                                     |                                     |                                     |                                     |                                     |                                     |                                     |                                     |                                     |                                     |
| Fonte 2: Instituto Nacional de Meteorologia (INMET) (recordes de temperatura: 10/09/2008-presente) |                                     |                                     |                                     |                                     |                                     |                                     |                                     |                                     |                                     |                                     |                                     |                                     |                                     |

## Religiosidade

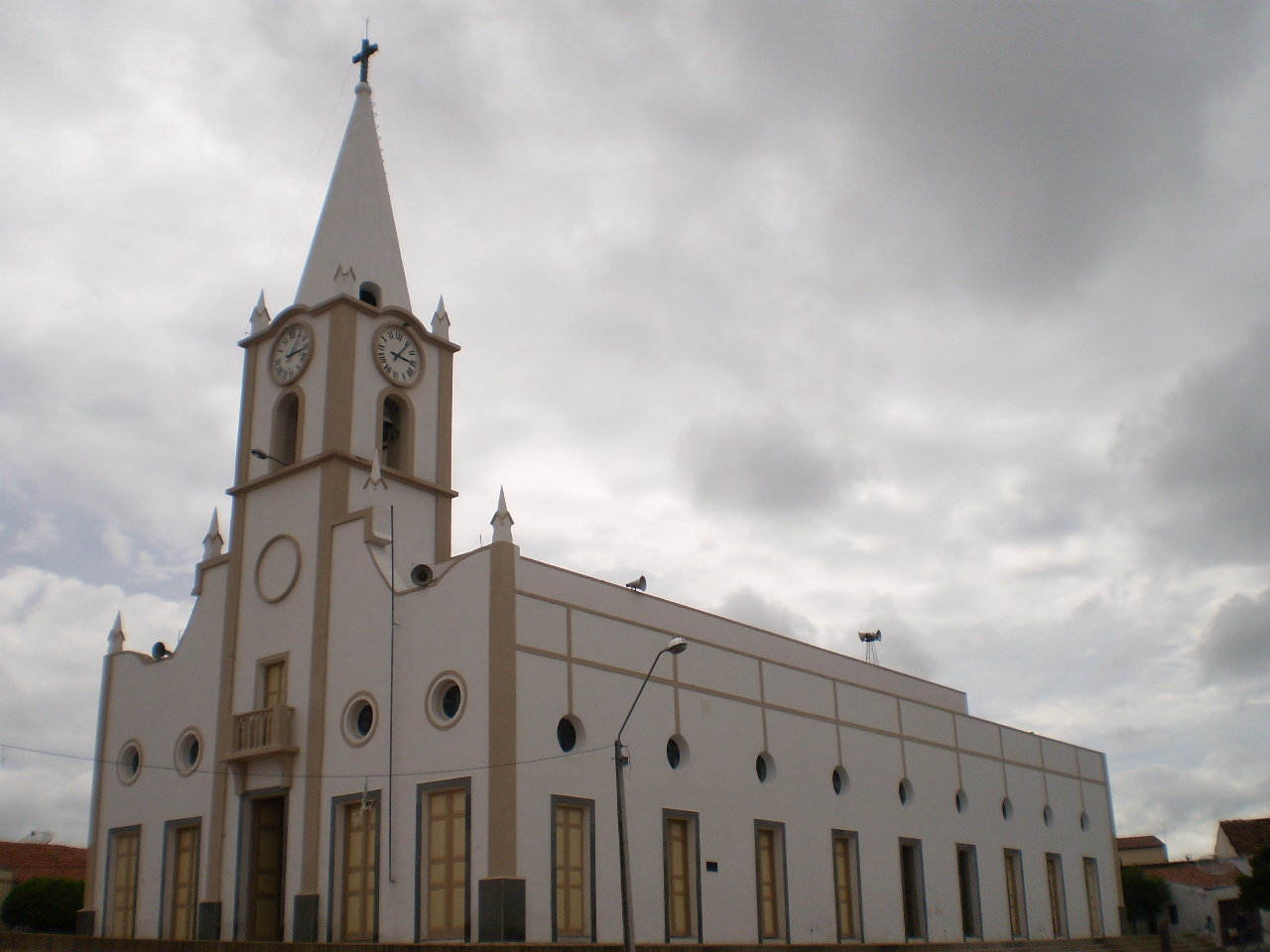
Igreja Matriz de Jaguaribe/CE

As primeiras manifestações datam da edificação da capela dedicada a Santo Antônio, no início do Século XVIII, onde atualmente se localiza o distrito de Mapuá. O primeiro vigário da antiga capela, mais tarde transformada em Igreja-Matriz e hoje voltou ao título de capela, foi o padre Teodulfo Franco Pinto Bandeira. No dia 18 de novembro de 1872, a Nossa Senhora das Candeias foi nomeada padroeira da cidade. Atualmente tem como pároco o Padre José Peixoto Alves, que em 30 de dezembro de 2013 foi empossado pelo Bispo da Diocese de Limoeiro do Norte, Dom José Haring. Tem como  vigário paroquial o Padre Mauro Monteiro da Silva, que desde 1973 tem se dedicado à atividade pastoral no Jaguaribe. O Padre José de Fátima Lima Chagas também passou pela Paróquia de Jaguaribe, onde ocupou por um curto período a função de vigário paroquial, hoje exercida pelo Padre Mauro.
A Igreja Matriz de Jaguaribe que teve sua origem na construção da capela primitiva em louvor de nossa Senhora das Candeias, remonta ao século XVIII, quando o Sítio Jaguaribe-Mirim no último quartel, já estava com habitações que justificavam a existência de um orago, em tomo do qual iam-se construindo novas moradias, formando assim um pequeno núcleo habitacional.
Prova do que afirmamos encontra-se documentada nos termos lavrados nas visitas, pelo padre José de Almeida Machado, às Freguesias do Ceará, entre os anos de 1805 e 1806, por provisão de Dom Joaquim da Cunha de Azeredo Coutinho, dada em Olinda a 25 de abril de 1805 e assinada por Manoel Vieira de Lemos Sampaio Governador do Bispado, registrando à época a existência da capela de Jaguaribe como adiante é transcrito:
"José de Almeida Machado, cura e vigário da vara do Cariri-novo, foi nomeado visitador da comarca do Ceará por provisão de Dom José Joaquim da Cunha de Azeredo Coutinho, dada em Olinda a 25 de Abril de 1805 e assignada pelo Governador do Bispado Manoel Vieira de Lemos Sampaio. Prestou juramento de bem cumprir os deveres de visitador nas mãos do Vigário do Riacho do Sangue, no lugar Santa Rosa, a 15 de julho do mesmo ano a 18 nomeou secretário da visita o Presbítero Secular Manoel Antônio de Pinho. As provisões de ambos e os termos de juramento estão registrados integralmente no livro das devassas."

## Administração pública

### Divisões administrativas
O município está dividido nos seguintes distritos: Sede, Mapuá, Nova Floresta, Feiticeiro e Aquinópoles. Vertentes é um povoado que pertence ao distrito de Mapuá.

### Formação Administrativa
Elevado à categoria de vila com a denominação de Jaguaribe-Mirim, pela Resolução Provincial de 06-05-1833. Sede no núcleo de Riacho de Sangue.
Pela lei nº 518, de 01-08-1850, transfere a sede do núcleo de Riacho de Sangue para o núcleo de Cachoeira.
Pela lei provincial nº 1121, de 08-11-1864, transfere a sede do núcleo Cachoeira para o de Jaguaribe-Mirim. Instalado em 06-05-1883.
Distrito criado com a denominação de Jaguaribe-Mirim, pela lei provincial nº 1468, de 18-11-1872.
Pela lei provincial nº 1704, de 30-11-1863 é criado o distrito de Boa Vista e anexado a vila de de Jaguribe-Mirim
Por ato provincial nº 1482, de 09-12-1872, é criado o distrito de Nova Floresta e anexado a vila de Jaguaribe-Mirim.
Em divisão administrativa referente ao ano de 1911, vila de Jaguaribe-Mirim é constituído de 3 distritos: Jaguaribe-Mirim, Boa Vista e Nova Floresta.
Elevado à condição de cidade com a denominação de Jaguaribe-Mirim, pela lei estadual nº 1532, de 12-08-1918.
Pelo decreto estadual nº 193, de 20-05-1931, o município de Jaguaribe-Mirim adquiriu o extinto município de Cachoeira e seus distritos Floresta Nova e São Bernardo. Sob o mesmo decreto o município de Jaguaribe-Mirim adquiriu o extinto município de Riacho de Sangue e seus distritos de Santa Rosa, Poço Comprido e Torrões.
Pelo decreto estadual nº 1156, de 04-12-1933, é criado o distrito de Feiticeiro e anexado ao muicípio de Jaguaribe-Mirim.
Pelo decreto estadual nº 193, de 20-05-1931, o município de Jaguaribe-Mirim adquiriu o extinto município de Riacho de Sangue e seus distritos de Santa Rosa, Poço Comprido e Torrões.
Em divisão administrativa referente ao ano de 1933, o município aparece constituído de 12 distritos: Jaguaribe-Mirim, Boa Vista, Cachoeira, Carnaubinha, Conceição, Flores Novas, Feiticeiro, Nova Floresta, Riacho de Sangue, Santa Rosa, São Bernardo e Torrões.
Pelo decreto estadual nº 1540, de 03-05-1935, desmembra do município de Jaguaribe-Mirim os distritos de Riacho de Sangue, Santa Rosa e Torrões. Para formar o novamente o município de Riacho de Sangue. Sob o mesmo decreto desmembra do município de Jaguaribe os distritos de Cachoeira, Carnaubinha, Conceição, Flores Nova e São Bernardo. Para formar o novo município de Cachoeira.
Em divisões territoriais datadas de 31-XII-1936 e 31-XII-1937, o município é constituído de 4 distritos: Jaguaribe-Mirim, Boa Vista, Joaquim Távora (ex-Feiticeiro) e Nova Floresta. Pela lei estadual nº 448, de 20-12-1938, o município de Jaguaribe-Mirim passou a denominar-se simplesmente Jaguaribe.
No quadro fixado para vigorar no período de 1939-1943, o município já denominado Jaguaribe é constituído de 4 distritos: Jaguaribe, Boa Vista, Joaquim Távora e Nova Floresta.
Pelo decreto estadual nº 1114, de 30-12-1943, distrito de Joaquim Távora passou a denominar-se Feiticeiro. Sob o mesmo decreto o distrito de Boa Vista passou a denominar-se Mapuá.
Em divisão territorial datada de 1-VII-1950 o município é constituído de 4 distritos: Jaguaribe, Feiticeiro, Mapuá e Nova Floresta.
Assim permanecendo em divisão territorial datada de 1-VII-1960.
Pela lei estadual nº 6307, de 21-05-1963, desmembra do municípiio de Jaguaribe o distrito de Feiticeiro. Elevado à categoria de município.
Pela lei estadual nº 6308, de 21-05-1963, desmembra do município de Jaguaribe o distrito de Mapuá. Elevado à categoria de município.
Pela lei estadual nº 6405, de 04-07-1963, desmembra do município de Jaguaribe o distrito de Nova Floresta. Elevado à categoria de município.
Pela lei estadual nº 6879, de 13-12-1963, é criado o distrito de Aquinópoles e anexado ao município de Jaguaribe.
Em divisão territorial datada de 31-XII-1963 o município é constituído de 2 distritos: Jaguaribe e Aquinópoles.
Pela lei estadual nº 8339, de 14-12-1965, o município de Jaguaribe adquiriu os extintos município de Feiticeiro, Mapuá e Nova Floresta como simples distrito.
Em divisão territorial datada de 31-XII-1968 o município é constituído de 5 distritos: Jaguaribe, Aquinópoles, Feiticeiro, Mapuá e Nova Floresta.
Assim permanecendo em divisão territorial datada de 2007.
Alteração toponímica municipal Jaguaribe-Mirim para Jaguaribe alterado, pelo decreto estadual nº 448, de 20-12-1938.

## Educação
Em 1º de maio de 2010, foi inaugurado o Campus de Jaguaribe do Instituto Federal de Educação, Ciência e Tecnologia do Ceará (IFCE), que oferta dois cursos de graduação: Redes de Computadores (Curso Superior de Tecnologia) e Ciências Biológicas (Licenciatura). O campus está localizado à Rua Pedro Bezerra de Menezes, 387, Bairro COHAB, à distância de 2,6 km do centro da cidade.

## Órgãos e serviços públicos
Além do poder publico municipal e toda a sua máquina administrativa, a população de Jaguaribe e cidades circunvizinhas também contam com os serviços públicos prestados pelos seguintes órgãos e entidades:
• Instituto Nacional do Seguro Social - INSS
• Instituto Brasileiro de Geografia e Estatística - IBGE
• Instituto Federal do Ceará - IFCE
• Empresa de Assistência Técnica e Extensão Rural do Ceará - EMATERCE
• Delegacia Regional de Polícia Civil - DRPC
• 3ª Companhia do 1º Batalhão da Polícia Militar - PMCE
• Polícia Rodoviária Federal - PRF
•  Delegacia do Conselho Regional de Contabilidade  do Ceará - CRCCE
•  Fórum Promotor Antônio Garcia Gondim - TJCE
•  Serviço de Atendimento Móvel de Urgência - SAMU
• Unidade de Pronto Atendimento - UPA
• 11ª Coordenadoria Regional de Desenvolvimento da Educação - CREDE 11
•  Departamento Estadual de Trânsito - DETRAN
•  Espaço do Empreendedor do SEBRAE
• Empresa Brasileira de Correios e Telégrafos - ECT/CORREIOS
• Instituições financeiras e bancárias: Banco do Brasil, Caixa Econômica Federal, Banco do Nordeste do Brasil e Banco Bradesco.

## Curiosidades
• Jaguaribe é conhecida nacionalmente pelo título "a terra do queijo de coalho".
• A cidade também é banhada pelo rio que leva o mesmo nome, um dos mais importantes rios do estado, o Rio Jaguaribe.
• Um dos mais importantes filhos de Jaguaribe foi o político e militar Juarez Távora, que participou do levante militar ocorrido na cidade do Rio de Janeiro em 5 de julho de 1922, participou da rebelião paulista de julho de 1924. Seguiu com a Coluna Prestes, e participou da Revolução de 1930. Após esta levar Getúlio Vargas ao poder, Távora, ainda como capitão, se tornou ministro da Agricultura. Como coronel, na década de 1940, foi adido militar no Chile. Candidatou-se à presidência da república em 1955 pela UDN, mas foi derrotado por Juscelino Kubitschek.
• O Rio Jaguaribe já foi considerado o maior rio seco do mundo, antes da sua perenização, com a construção do açude do Orós em 1961.
• Possui como padroeira a Nossa Senhora das Candeias. A festa é celebrada do dia 23 de janeiro ao dia 2 de fevereiro na Igreja Matriz.
• Jaguaribe tem mais de 40 mil cabeças de gado leiteiro. Por dia, são produzidos 60 mil litros de leite, 90% são transformados em queijo, que transforma a economia da região.
• No dia 26 de março de 1960, Jaguaribe viu-se ruir diante da força da água que vinha do Município de Orós. Era o arrombamento do Açude Orós, deixando parte da ainda pequena Jaguaribe completamente submersa.